# Вільбургштеттен
Вільбургштеттен (нім. Wilburgstetten) — громада в Німеччині, розташована в землі Баварія. Підпорядковується адміністративному округу Середня Франконія. Входить до складу району Ансбах. Центр об'єднання громад Вільбургштеттен.
Площа — 25,30 км2. Населення становить 2141 ос. (станом на 31 грудня 2020).

## Галерея

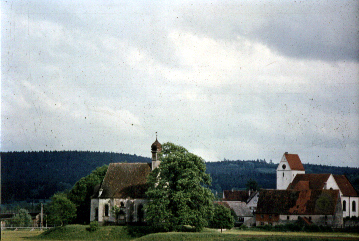
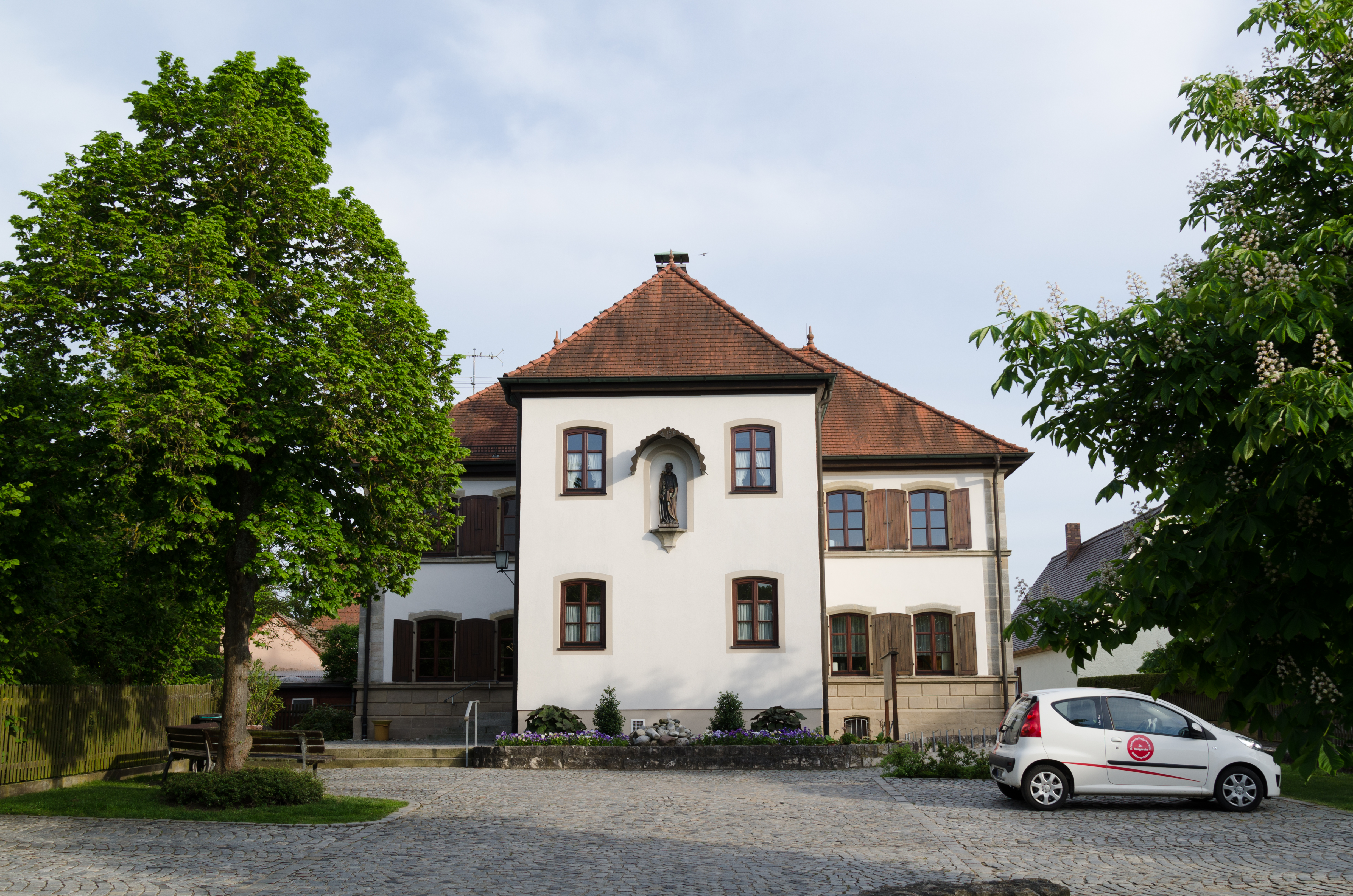
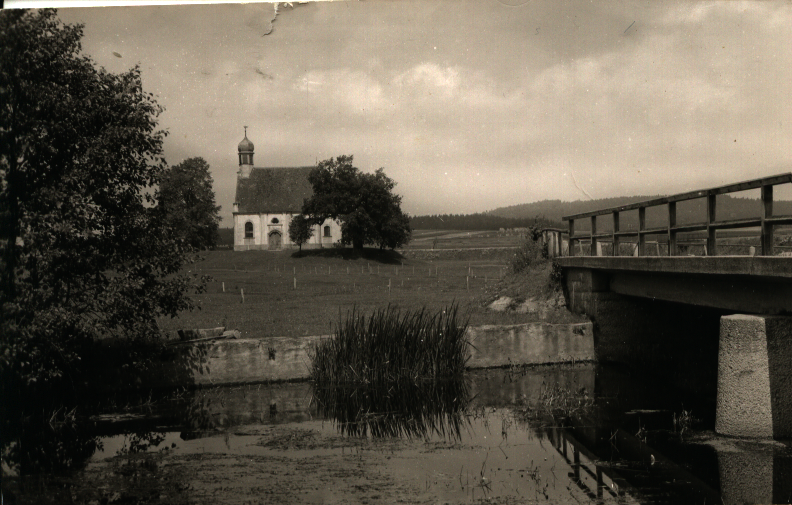